# Oreoderus brevipennis
Oreoderus brevipennis är en skalbaggsart som beskrevs av Raffaello Gestro 1891. Oreoderus brevipennis ingår i släktet Oreoderus och familjen Cetoniidae. Inga underarter finns listade i Catalogue of Life.